# Клајн Мекелзен
Клајн Мекелзен (њем. Klein Meckelsen) општина је у њемачкој савезној држави Доња Саксонија. Једно је од 57 општинских средишта округа Ротенбург (Виме). Према процјени из 2010. у општини је живјело 953 становника. Посједује регионалну шифру (AGS) 3357032.

## Географски и демографски подаци
Клајн Мекелзен се налази у савезној држави Доња Саксонија у округу Ротенбург (Виме). Општина се налази на надморској висини од 33 метра. Површина општине износи 14,6 km². У самом мјесту је, према процјени из 2010. године, живјело 953 становника. Просјечна густина становништва износи 65 становника/km².